# 間文化哲学
間文化哲学（かんぶんかてつがく、Intercultural philosophy）とは、異文化からの影響を統合することを重視する哲学へのアプローチである。西洋哲学、アジア哲学、アフリカ哲学などの異なる哲学的伝統の遭遇を表すこともある。
Ronnie Littlejohnは「インターネット哲学百科事典」のなかで、比較哲学を「哲学者が文化的、言語的、哲学的な流れを超えて、さまざまな原典を意図的に対話させることによって、様々な問題に取り組むこと」とし、世界哲学を「哲学者が、世界にある思想の伝統の豊かさに基づいて、哲学体系を構築するもの」と特徴づけている。
ポール・マッソン-ウルセルやen:Brajendra Nath Seal、サルヴパッリー・ラーダークリシュナンなど、間文化哲学には多くの先駆者がいるものの、コンセプトとしての間文化哲学は1980年代に登場した。このコンセプトは、間文化哲学の視点を追求するドイツ語圏のヨーロッパの思想家と結びつけられることが多い。

## 間文化哲学の考え方
哲学の長い歴史の中では、常に普遍性への希求が存在してきた。しかし、過去の多くの偉大な思想家たちは、西洋の伝統にのみ哲学的価値を見いだし、他の地域が何世紀にもわたって独自に成し遂げてきたことを見過ごしてきた。ゲオルク・ヴィルヘルム・フリードリヒ・ヘーゲルのようなヨーロッパ中心主義の哲学者は、ギリシャが唯一の哲学の発祥地であり、中国やインドのような伝統は知恵についての教えに過ぎないとする。一方で、哲学の発祥地はひとつではなく、アジアの伝統も含まれると語る者もいる。
ドイツの精神科医であり哲学者でもあったカール・ヤスパースは、中国、インド、西洋で哲学的思考が発展した紀元前800年から紀元前200年までの期間を指す枢軸時代の理論を発展させた。ヤスパースの理論は、間文化的に哲学をする人々に広く受け入れられている。
ヨーロッパ中心主義とは対照的に、異文化間の交流や出会いが人間存在における事実であるとすれば、特に今日のグローバルな状況においては、異なる伝統・文化間のコミュニケーションや協働が必要であると考える哲学者がいる。目指すべきは、他の文化を包含するように思考を拡張すること、一つの伝統だけでなく、アジア、ラテンアメリカ、イスラム、アフリカなど、できるだけ多くの伝統を考慮することである。もはや、自分ひとりで問いを立てることは重要ではない。なぜなら、それは非常に地域的なアプローチになるからだ。間文化哲学は、学問的なテーマではなく、哲学をするすべての人が従うべき態度である。どのような哲学的志向であれ、他文化の思想は考慮されるべきである。
ライモン・パニカーにとって、宗教と哲学を結びつけることもまた重要である。なぜなら、宗教と哲学はどちらも人間的現実の重要な要素であり、また多くの文化にとって重要だからである。間文化哲学のアプローチを発展させる際には、自身の論証方法や説明のしかたのみを用いるという考えを捨て、舞踊、音楽、建築、儀礼、芸術、文学、神話、ことわざ、民話など、他の形式も含めなければならない。それぞれの独自の伝統が守られ、ひとつの大きなシンクレティズムに作り上げられてしまうことがない、多様な交流を可能にする出会いの方法を見つけなければならない。Fornet-Betancort（後述）によれば、グローバル化によって文化が吸収され、単一文化に規定された世界文化になるのを食い止める唯一の方法は、異文化間対話のプロジェクトだという。また、中国や日本が自国の文化的アイデンティティを失うことなく仏教の統合に成功していることから、他国が学ぶべき間文化的実践の例とする見方もある。WimmerやMallのような哲学者（後述）は、すべてのグループが同じレベル（'Ebene der Gleichheit'）にあり、他に何の権力もなく、よりよい議論をするための対話の形態を想定している。

## 主な哲学者
間文化哲学思想の祖は誰かと言うことはできない。というのも、哲学史上、間文化的アプローチをその理論に取り入れた哲学者は常に存在したからである。ただし、決定的なもの、あるいは大きなインパクトがあったものはなかったのであるが。間文化哲学は、数人の哲学者にとどまらず、多くの哲学者の関心事となってきたこともあり、挙げるべき名前はかなりの数になる。間文化哲学のコンセプトは、哲学者それぞれの個人的背景によって異なるが、全員が同意しているのは、このアプローチがもたらす実践上の妥当性である。哲学者たちは、間文化哲学が今日のグローバル化の状況にどのように応答すべきかについて、それぞれ独自の提案をしている。

### Raúl Fornet-Betancourt
Fornet-Betancourt（1946年生まれ）は、ドイツのアーヘンで宣教学の教授を務めている。彼はキューバで生まれ育ち、そこですでに複数の文化、すなわちヨーロッパ文化、ヒスパニック文化、アフリカ文化と接触している。彼の主な関心はラテンアメリカ哲学にあるが、彼はラテンアメリカ哲学を自分だけで研究するのではなく、ラテンアメリカ出身の哲学者の助けを借りながら研究していると公言している。Fornet-Betancourtは、いまだに世界を支配しているヨーロッパ中心主義を克服するためには、間文化的アプローチが重要だと考えている。哲学の歴史は、拡大発展に基づいて再構築されるべきではなく、人類のあらゆる文化の多様性によって再構築されるべきである。しかし、過去だけを考慮に入れるのではなく、現在の再設計も同様に重要である。間文化哲学は、多様性に耳を傾けさせるための手段なのである。

### Heinz Kimmerle
Kimmerle（1930年生まれ）は、エラスムス・ロッテルダム大学の名誉教授である。彼は、哲学の間文化的コンセプトを構想するために、植民地的思考から脱し、完全な平等に基づくアフリカ哲学との対話に向かう道を展開しようとしている。Kimmerleにとって、間文化性はあらゆるものに影響を及ぼすものであるため、哲学はその実践的妥当性を失わないよう、あらゆる下位領域において間文化性に適応しなければならない。彼の考えでは、芸術の哲学は間文化的思考の先駆者として重要な役割を果たしている。

### Ram Adhar Mall
Mall（1937年生まれ）は哲学の教授であり、ミュンヘン大学で間文化哲学と解釈学を教えている。インド哲学と社会学を体系的に研究しており、インド人の血筋であるとともに西洋の教育を受けていることから、自らをインサイダーであると同時にアウトサイダーであると考えている。Mallにとって間文化性とは、単独では存在しえない文化が重なり合うことから生まれる。間文化哲学とは、決してヨーロッパ以外のものに対するロマンティックな観念なのではなく、哲学的思考に先立つ態度なのである。そうして初めて、比較哲学が可能になる。Mallは、彼が「類似 (analogous)」と呼ぶ解釈方法に取り組んできた。これは、根本的な差異と完全な同一性という解釈における両極端のあいだを行き来するものである。差異であるにもかかわらず重なり合うものを理解することで、自文化と同一ではない他文化を理解することができる。Mallは、理論においても実践においても、絶対的な正しさを主張することの放棄を訴えている。

### Franz Martin Wimmer
Wimmer（1942年生まれ）はウィーン大学の准教授である。彼は、哲学の概念をヨーロッパ中心主義から解放することが重要だと考えた。Wimmerは、哲学の内容を、提起された問いに関して定義している。論理学、存在論、認識論、規範や価値観の正当化に関する伝統はすべて哲学的である。現段階ではそうでなかったとしても、哲学は常に間文化的であるべきである。哲学が普遍性を主張しながらも、他方では常に文化や特定の表現手段、特定の問いに埋め込まれているというのは、まさに「文化性の苦境」である。Wimmerは、哲学的思想史が、西洋以外の伝統も含めて書き直されなければならない、ということに関心を抱いている。彼はまた、間文化的対話、彼が言うところの「ポリローグ」を可能にする方法を開発したいと考えている。

## 間文化的対話へのアプローチ
異文化について何かを取り組もうというとき、自分のやり方だけを主張したり、他の人たちにもそうするよう求めたりすることはできない。文化間コミュニケーションはこの新しい状況に適応しなければならない。間文化哲学の哲学者の多くは、他の伝統にアプローチする際に、似ているようで異なるルールやガイドラインを提案している。

### ポリローグ
ポリローグは、オーストリアの哲学者Franz Martin Wimmerが考案したものである。彼は、間文化的志向の哲学のなかで、軽率な普遍主義や相対主義的な個別主義を無効にする方法を見つけなければならないと主張している。いわば、他者の声を聞かせる際には、その他者が何を、なぜ言うのかだけでなく、どのような正当性をもって、どのような信念や確信に基づいているのかを問う必要がある。急進主義と普遍主義のあいだには、他文化の助けを借りながら哲学のプログラムを遂行する第三の方法が存在しなければならない。Wimmerはこの方法をポリローグ、すなわち多数の人々の対話と呼んでいる。テーマ別の疑問に対する答えは、このようなポリローグのなかで解決されるべきである。彼は、ポリローグの「最小限のルール」の案を示している。それは「単一の文化的伝統にいる哲学者による哲学的テーゼを、十分に根拠があるものとして決して受け入れてはならない」というものである。では、ポリローグとはどのようなものだろうか。Wimmerは、説明のために、四つの伝統（A、B、C、D）に関連する問題を想定している。A、B、C、Dの四つの伝統には、一方的な影響力（→）と相互的な影響力（↔）があるとすると、以下のように区別すべき異なるモデルが考えられる。

#### 一方的な影響
A → B かつ A → C かつ A → D
このモデルでは対話は不可能である。伝統Aの拡大とB、C、Dのような文化の消滅が目的となっている。B、C、Dの反応は同じである必要はない。猛反発することもあるだろうし、伝統Aを完全に模倣することもあるだろう。このモデルの一例は、ヨーロッパ中心主義である。

#### 一方的かつ推移的な影響力
A → B かつ A → C かつ A → D かつ B → C
このモデルでも対話も必要ない。Aは最も影響力のある文化であり続け、BはDを無視し、CはDを無視する。文化を比較するという考え方が発生するとすれば、Cに対する二重の影響があるからであろう。

#### 部分的な互恵的影響
これには様々な形態があり得る。たとえば、
A ↔ B かつ A → C かつ A → D
という形や、
A ↔ B かつ A → C かつ A → D かつ B → C
という形があり、最終的には、
A ↔ B かつ A ↔ C かつ A ↔ D かつ B ↔ C かつ B ↔ D かつ C → D
という形もあり得る。これらの形態はすべて選択的アカルチュレーションとみなすことができる。ダイアローグや、場合によってはポリローグもあり得るが、Dはその例外となる。

#### 完全な互恵的影響: ポリローグ
A ↔ B かつ A ↔ C かつ A ↔ D かつ B ↔ C かつ B ↔ D かつ C ↔ D
それぞれの伝統は、他の伝統を非常に興味深いと感じており、これこそが間文化哲学における調和のとれたモデルである。互恵的な影響は完全な平等に基づいて起こる。もちろん、実際に使用されるにあたっては、これほど注意深くバランスが取られることはないかもしれない。ある伝統は第三の伝統よりも第二の伝統に興味を持つかもしれないが、これは間文化的対話に共通の難しさである。

### 間文化的対話のための経験則
en:Elmar Holenstein（1937年生まれ）はスイスの哲学者で、現象学や言語哲学、文化哲学に関する問題に取り組んでいる。彼は、文化間の誤解の大部分を避けることができるいくつかの経験則を見出している。
論理的合理性のルール – 自分にとって論理的でない考えがあった場合、その文化や伝統を非論理的あるいは前論理的とするのではなく、むしろ自分が誤解していると考えなければならない。
目的論的合理性のルール（機能性のルール） – 人は、自分がすることの目的を追求するのであって、論理的合理性だけで何かを表現することはない。論理的合理性と目的的合理性、すなわち、ある文があったとして、その文字通りの意味と、それによって追求されるゴールとを区別できない場合、誤解が生じやすい。
人間性ルール（自然性ルール） – 無意味で、不自然、非人間的、未熟なふるまいや、それに対応する価値観を他文化の人々に帰属させる前に、自分自身の判断や知識の妥当性を疑うことから始めた方がよい。
Nos quoqueルール（“私たちも同じことをする”ルール） – 異文化において、矛盾なく受け入れることがまったくできないことに遭遇した場合、自身の過去あるいは現代の文化に、それに匹敵する、いやそれ以上にひどい出来事を見つける可能性は低くない。
Vos quoqueルール（“あなたたちも同じことをする”ルール） – 前者のルールを考えれば、スキャンダラスな出来事に拒否反応を示す異文化の人々にいる可能性は低くない。
“反・隠れた人種主義”ルール – 人は欲求不満に陥ると、自身の欠点を拡大解釈して他の集団のメンバーのなかに見出す傾向がある。隠れた人種主義は、自分の優越感が脅かされたときに顕在化する。自分の文化を明らかにするために、異文化を分析しなければならない。
パーソナリティ・ルール – 異文化のメンバーを研究の対象や手段として扱うのではなく、同等の権利を持つ研究のパートナーとして扱うことで、誤った判断や要領の悪さを避けることができる。
主観性のルール – 自己イメージは、部外者の印象と同様に、額面通りに受け取られるものではない。その人の気質や出会いの種類によって、人は自分を過大評価し、過大に持ち上げ、飾る傾向があり、逆に自分を過小評価し、過小に評価し、否定する傾向がある。
存在論-義務論ルール（「ある」対「べき」ルール） – 行動規範や憲法の条文は、ありのままの状態を表すのではなく、発言権を持つ集団の見解に沿った状態を表す。時には、事実とは異なるが、適切なふるまいと考えられていることの鏡像を示すこともある。
非極性化化ルール（文化的二元論への対抗ルール） – 極性化は、複雑さを軽減し、物事を分類するための初歩的な手段である。その主な機能は、物事をありのままに表現することではなく、むしろ扱いやすい方法で表現することである。単純化、誇張、絶対主義、排他性をともなう極性化は、比較対象を二つに限定するのではなく、複数の文化を相互に比較し、二つの文化のあいだでそのような両極関係が維持される状況や、どのような条件で相互に対比される文化のなかに両極関係が検出されるかに注意を払うことで、最もよく防ぐことができる。
非同質性のルール – 文化が同質であるという仮定は、文化のなかにある様々な時代、傾向、形成過程を、あたかもそれらが発展の度合いによって区別されるだけであり、そのどれもが独自性や自律性を持たないかのように、一直線上の順序に並べようとする誘惑である。
不可知論のルール – すべての文化において、また文化を超えて、答えのない謎が存在する。満足のいく答えが見つからないかもしれないという事実を覚悟しなければならない。

### グレゴール・パウルの間文化哲学のための基本ルール
グレゴール・パウルはカールスルーエ大学の教授である。認識論、論理学、美学、比較哲学、人権に関心を持つ。彼は、間文化哲学に関する16の方法論的ルールを策定している。
1. 類似点を把握し、それを明示する。
2. 相違点を明らかにし、それを説明する。
3. 偏見を払拭する。
4. 神秘化や異国趣味を避ける。
5. 普遍的で論理的な法則の存在を仮定する。
6. 対等なものだけを比較し、カテゴリーミスを避ける。
7. 一般化を避ける。
8. 伝統の一部を全体と見誤らない（例えば、禅を東洋哲学と見なさない）。

比較哲学に関するルールは以下の通り。
1. 少なくともヒューリスティックかつプラグマティックな原理として、因果性という一般的かつプラグマティックな原理の普遍的妥当性を受け入れる。
2. 人類学的に不変な存在に立脚する。
3. 類似点と相違点に関する特定の問題の同定、特にそれらの同定の関連性について正しさを証明する。

比較哲学はさらに、以下の要求を満たすべきである。
1. 哲学の根底にあり、哲学を導く概念を明示する。
2. エスノセントリズムやヨーロッパ中心主義を避ける。
3. 「ドイツ哲学」や「東洋哲学」「西洋哲学」といった用語を、「ドイツで定式化あるいは発展した哲学」「アジアで定式化あるいは発展した哲学」の略語としてのみ使用すること。

さらなる共通ルールとして、以下のものがある。
1. 学際的であること。
2. 重要な事例について文脈主義であること。

この16のルールは、対等なレベルでの文化間の交流を可能にするものである。

## 間文化哲学のメディア
哲学者の個別の研究に加え、間文化思想を広め、できるだけ多くの声を届けるために、ジャーナルが発行されてきた。Polylogは間文化哲学のための雑誌で、1998年からオーストリアのウィーンで発行され、主にドイツ語の論文を掲載している。Simplegadiも間文化哲学のための雑誌で、1996年からイタリアのパドヴァで発行されている。Simplegadiはイタリア語のジャーナルである。2010年からは、Centro Interculturale Dedicato a Raimon Panikkar（ライモン・パニカーを記念した間文化のためのセンター）がCirpit Reviewを印刷物とデジタル形式で発行しており、ライモン・パニカーの思想に触発された文化的イベントを促進し、広めている。

### 哲学的伝統
- アフリカ哲学
- アメリカ合衆国の哲学
- 東洋哲学
- 西洋哲学